# اریک دین
اریک دین (به انگلیسی: Eric Dane) (زاده ۹ نوامبر ۱۹۷۲) بازیگر آمریکایی است. وی با بازی در فیلم اخرین کشتی به شهرت رسید.

## گزیده فیلم‌شناسی
- مردان ایکس: آخرین ایستادگی
- آناتومی گری (مجموعه تلویزیونی) در نقش مارک اسلون
- روز والنتاین در نقش شان جکسون
- برلسک در نقش مارکوس گربر
- آخرین کشتی (مجموعه تلویزیونی) در نقش کاپیتان تام چندلر
- مارلی و من
- برلسک
- سرخوشی (مجموعه تلویزیونی)
- رستگاری عشق (فیلم ۲۰۲۲)
- دره